# Parafia Niepokalanego Poczęcia Najświętszej Maryi Panny w Pantalowicach
Parafia Niepokalanego Poczęcia Najświętszej Maryi Panny w Pantalowicach − parafia rzymskokatolicka znajdująca się w archidiecezji przemyskiej, w dekanacie Kańczuga. 

## Historia
24 czerwca 1397 roku dziedzice Febroniusz i jego syn Spytko uposażyli parafię w Pantalowicach, którą w 1397 roku erygował bp Maciej. Pierwszy kościół drewniany był pw. Nawiedzenia Najświętszej Maryi Panny. Przed 1646 rokiem zbudowano następny kościół drewniany. W 1693 roku Eustachy z Goraja Gorayski ufundował kolejny drewniany kościół, który w 1707 roku konsekrował bp Paweł Dubrawski, pw. Nawiedzenia Najświętszej Maryi Panny, oraz św. Marcina i Antoniego. 1 maja 1900 roku kościół spłonął.
W latach 1900–1902 zbudowano obecny kościół murowany w stylu gotyckim, według projektu arch. Stanisława Majerskiego. W 1902 roku kościół został poświęcony, a 8 czerwca 1910 roku konsekrowany przez bpa Karola Fischera, pw. Niepokalanego Poczęcia Najświętszej Maryi Panny.
W kościele znajduje się obraz Kopii Obrazu Matki Bożej Kozielskiej i obraz Chrystusa Miłosiernego.
Na terenie parafii jest 1 800 wiernych (w tym: Pantalowice – 1 206, Łopuszka Mała – 488).